# Kapelln
Kapelln là một thị xã in the Sankt Pölten-Land district, Lower Austria, Áo. 10.29% of the municipality are forested.

## Subdivisions
- Etzersdorf
- Kapelln
- Katzenberg
- Mitterau
- Mitterkilling
- Oberkilling
- Obermiesting
- Pönning
- Panzing
- Rapoltendorf
- Rassing
- Thalheim
- Unterau
- Unterkilling
- Untermiesting